# Tiemè
Ne doit pas être confondu avec Tiémé.
Tiemè est une commune rurale située dans le département de Djibasso de la province de la Kossi dans la région de la Boucle du Mouhounau Burkina Faso.

## Histoire
TCHEMIKO   était un village ou vivaient les Malinké Dabafingtiki  et les génies en commun il est raconté par les gardiens de la tradition orales les griots, que  deux chasseurs pendant leur randonner    découvrant  un marigot,  entouré des buissons,  à son bord des traces d’animaux féroces.
```
Ils s’agenouillaient   Pour ses désaltérer. Par la suite,
```

le grand frère  fut  après cette redresse gym, AL hamdoulali, ah, ni ye tche mi-ko ye. Ce qui signifiait que ce marigot est un
Abreuvoir d’un homme  ‘‘KANKE’’ doté de pouvoirs surnaturels. À quelques mètres de la marre, ils découvrirent un puits fermé d’une pierre taillée en sphère. Ils poussèrent cette fermeture pour découvrir la nappe située à environ 30 mètres de profondeur. Ils refermèrent  le puits le petit frère   dit : 
« AH ! ! ! yan yé môgô to yôrô ye ».
Qui signifie que cet endroit est habitable par l’homme, ainsi il coupa les branches des buissons et se mit à construire des cases.
```
Ils en confectionnèrent trois (03) qu’ils prirent soins de répandre autour du puits ils se retournèrent ensuite à Kinkorôni pour y chercher leurs  familles pour venir habité. Ainsi les Dabafinguis formèrent un village qui s’appela ‘‘tchémikô’
```

Le village s’agrandi au fur et à mesure du fait que la famine sévissait,
Plusieurs villages vinrent s’ajouter.
Tiémiko semblait être un village bénit.
Il avait un sol fertile. Les semences donnaient très  bien les fruits était abondances.  Les arbres fruitiers  ons d’utilité  inestimable. C’est pourquoi on mangeait les fruits de ‘‘Karité’’ dont on se servait les noyaux pour fabriquer de l’huile et du savon. Les fruits du ‘‘Néré’’ pouvaient se manger crus ou braisés. Une fois séchée, on en extrait de la farine qui servait à faire de la bouillie ou des tartines. Les noyaux étaient transformés en ‘‘Soumbara’’ une épice.
Des fruits de ‘‘TOMY’’ servaient à amidonnée les bouilles et  faire de la boisson. La mangue que vous connaissez, le sorgho, le mil, l’haricot, le pois, l’arachide (Tiga ni Kourou) Sesam (Bênê, le Dah), étaient très bien récoltés. Les villageois se sentaient heureux,
Mais ne savaient pas la suite. Ce qu’ils sauront plus tard.
Quand les habitants allaient au champ, à leur retour, ils entendaient d’énormes bruits faits de paroles et parfois de son de tam-tam. Mais, une fois au village, ils n’entendaient plus rien. Les enfants quant à eux, jouaient, tombaient et se brisaient les membres qui restaient inguérissables. Certaines jeunes femmes mariées accouchaient des bébés aux aspects bizarres. Les Dabafingtiki  ne savaient que faire de cette nouvelle aventure qui s’abattre sur  eux. Une jeune femme nommée Minamboro  accoucha un bébé ‘‘ ZINAWE’’. C’est ainsi